# Anton Domenico Giarrè

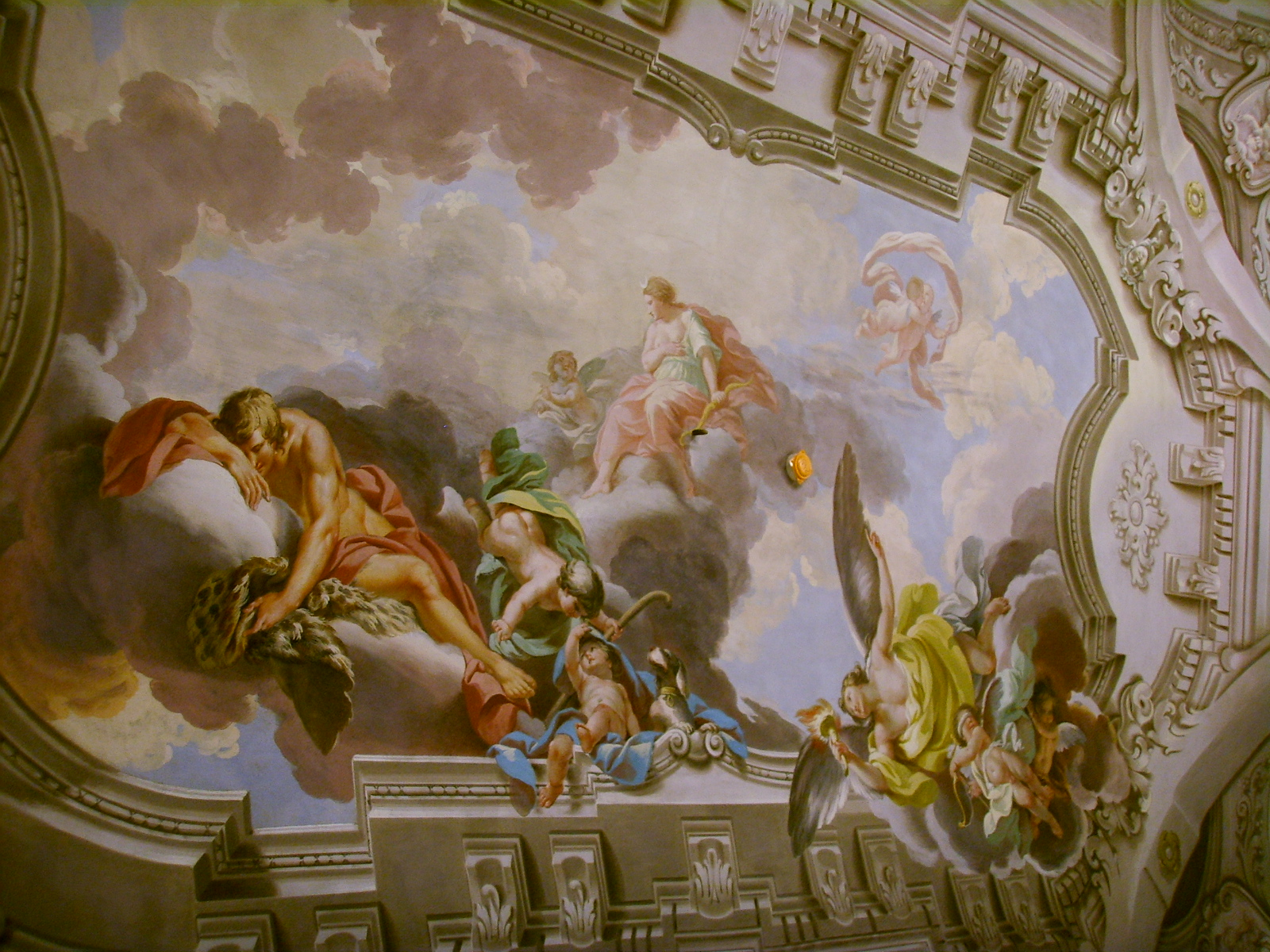
Palazzo sacrati, sala 7.

Anton Domenico Giarrè (Firenze, ... – 1762) è stato un pittore italiano, attivo a Firenze e in Toscana tra il 1729 e il 1760..

## Biografia
Figlio di Giovan Filippo Giarrè, si formò col padre, immatricolandosi nell'Accademia delle arti del disegno nel 1729, dove risulta attivo fino al 1762, anno della morte.
Rimase all'ombra del padre fino al 1735 circa, quando risulta una sua prima opera nota, gli affreschi con rovine e architetture fantastiche nella villa galleria della villa Giogolirossi.
Il suo stile scenografico e ricco di paesaggi digradanti campestri e marini riscosse un notevole successo, vedendolo impegnato negli anni seguenti in numerosi cantieri, talvolta accanto al pittore di figure Ranieri del Pace.
Ha affrescato importanti palazzi fiorentini: palazzo Rinuccini, palazzo Capponi-Covoni, palazzo Strozzi di Mantova.
Nel 1735, fuori dalla città, realizzò alcune vedute nella villa di Murlo a San Casciano in Val di Pesa. Altre ville in cui lavorò furono la villa Pazzi al Parugiano (Montemurlo) e la villa delle Corti (Torre a Cona, Rignano sull'Arno).
Fu padre di Pietro Giarrè.